# 8D
Opt discipline (8D) pentru rezolvarea problemelor reprezintă metoda dezvoltată la Ford Motor Company folosită pentru abordarea și rezolvarea problemelor, utilizată de obicei de către ingineri sau alți profesioniști. Orientată spre îmbunătățirea produsului și procesului, scopul acesteia este de a identifica, corecta și elimina problemele recurente. Aceasta stabilește o acțiune corectivă permanentă pe baza analizei statistice a problemei prin determinarea cauzelor rădăcină. Deși inițial avea opt etape, sau 'discipline', aceasta i-a fost adăugată ulterior o etapă inițială de planificare. 8D urmează logica ciclului PDCA. Disciplinele sunt:
D0: Pregătire și acțiuni în situații de urgență: Planifică rezolvarea problemei și determină necesitățile preliminare. Asigură acțiuni în situațiile de urgență
D1: Folosește o echipă: Stabilește o echipă de oameni care cunosc produsul/ procesul.
D2: Descrie problema: Specifică problema prin identificarea în termeni cuantificabili, cine, ce, unde, când, de ce, cum și cât de mult (5W2H), în legătură cu problema.
D3: Elaborează planul intermediar de izolare: Definește și implementează acțiuni de izolare pentru a izola problema față de orice client.
D4: Determină și verifică cauzele rădăcină și scăpările: Identifică toate cauzele aplicabile care ar putea explica de ce a apărut problema. De asemenea identifică de ce problema nu a fost observată în momentul apariției. Toate cauzele trebuie să fie verificate sau dovedite. Se poate folosi analiza 5 De ce sau diagrama Ishikawa pentru a corela cauza cu efectul sau problema identificată.
D5: Verifică corecțiile permanente (PC-uri) pentru Problemă și rezolvă problema pentru client: Folosind programele pre-producție, confirmă cantitativ că alegerea corecției va rezolva problema. (Verifică dacă corecția va rezolva într-adevăr problema.)
D6: Definește și implementează acțiuni corective: Definește și implementează cele mai bune acțiuni corective.
D7: Previne recurența / Probleme sistemice: Modifică sistemele de management, sistemele operaționale, practicile, și procedurile pentru a preveni reapariția acesteia probleme și problemelor similare.
D8: Felicită principalii contribuitori din echipa ta: Recunoaște eforturile colectivului echipei. Echipei trebuie să îi fie aduse mulțumiri formale din partea organizației.
8D a devenit metodă standard în industria auto, montaj, și alte industrii care necesită un proces amănunțit și structurat pentru rezolvarea problemelor folosind o abordare de echipă.

## Instrumente pentru rezolvarea problemelor
Următoarele instrumente pot fi folosite în 8D:
- Diagrama Ishikawa cunoscută și ca diagrama cauză-efect sau os de pește
- Diagrama Pareto
- 5 De ce
- 5W și 2H (cine, ce, unde, când, de ce, cum, cât sau cât de mult)
- Controlul statistic al proceselor
- Diagrama împrăștierii
- Proiectarea experimentelor
- Fișa de verificare
- Histogramă
- FMEA
- Diagrama flux sau harta proceselor